# Tudehpartiet
Tudeh är ett iranskt kommunistiskt parti, bildat 2 oktober 1941, med Soleiman Mohsen Eskandari som ordförande. Partiet hade ett betydande inflytande under sina första år och spelade en viktig roll under Mohammad Mosaddeghs kampanj för att nationalisera det anglo-persiska oljebolaget och under hans tid som premiärminister. Efter kuppen mot Mossadegh 1953 inleddes kraftfulla aktioner mot oppositionella rörelser, och Tudehpartiet förlorade sin tidigare starka position, även om det fortsatte att verka. Partiet existerar fortfarande, men är mycket svagare till följd av den islamiska republikens förbud mot partiet och massarresteringarna 1982 samt de omfattande avrättningarna av politiska fångar 1988.

## Partiets grundande
Under andra världskriget kom den brittisk-sovjetiska allierade invasionen 1941-42  att innebära slutet för Reza Shahs regeringstid. Han tvingades till exil i Sydafrika eftersom han ansågs tyskvänlig. Många politiska fångar släpptes senare och under denna nya atmosfär kunde nationalistiska och socialistiska grupper öka sin betydelse. Iraj Eskandari och hans närmaste kollegor bestämde sig för att bilda ett marxist-leninistiskt parti som kunde locka de breda massorna. De grundade Tudeh-partiet den 29 september 1941 och valde Soleiman Mohsen Eskandari som ordförande.

## Storhetstiden på 1940-talet
1944 deltog partiet i det 14:e parlamentsvalet och fick åtta platser i den konstitutionella församlingen. Samtidigt upprättades Tudeh-partiets hemliga militära organisation i Iran,  kallad TPMO (Sazman-e Nezami-ye Hezb-e Tudeh-ye Iran) bestående av officerare i militären. TPMO gav partiet tillgång till underrättelser och information om militären som man bland annat kunde använda för att skydda sig mot säkerhetsstyrkorna, men historiker tror att partiet vid den tiden att inte hade några planer på att använda TPMO för att leda en kupp.
Samtidigt tog Tudeh från och med 1943 starkt ställning för kvinnors rättigheter. Detta innebar att man förespråkade lika lön för lika arbete, två månaders mammaledighet för kvinnliga arbetstagare och i övrigt stod för kvinnors sociala rättigheter i samarbete med de socialister som i åratal hade kämpat för dessa mål. Däremot diskuterades inte sexualitet, reproduktiv hälsa och andra delar av familjelivet.
Från denna tidpunkt växte partiet oerhört och blev en stor kraft i den iranska politiken. I början av 1945 hade patiet lyckats skapa den första massorganisationen i Irans historia. Uppgifter från poliskällor har senare visat att det uppskattningsvis hade 2 200 kärnmedlemmar - 700 av dem i Teheran - "10 000 sympatisörer i sina ungdoms- och kvinnoorganisationer och 100 000 sympatisörer i sina fackföreningar". Partiets viktigaste tidning, Rahbar (Ledaren), hade en upplaga på mer än 100 000, vilket var tre gånger mer än den  "halvofficiella tidningen"  Ettela'at. Brittiske ambassadören Reader Bullard såg Tudeh som den enda sammanhängande politiska kraften i landet, och New York Times räknade med att partiet och dess allierade kunde vinna så mycket som 40 procent av rösterna i ett rättvist val.
Denna period har kallats höjdpunkten i partiets intellektuella inflytande, som till stor del grundade sig på Sovjetunionens prestige och propaganda som "världens mest progressiva nation". Få intellektuella "vågade motsätta sig" partiet  "även om de inte gick med". Slutet av partiets era av "nära nog hegemoni över det intellektuella livet" i Iran markerades av att den berömda författaren Jalal Al-e Ahmad kring 1948 lämnade Tudeh för att bilda en socialistisk utbrytargrupp - Tredje kraften - i protest mot Tudehs  "naket pro-sovjetiska" politik.
Bilden av Tudeh fläckades än mer åren 1944-46 i och med de sovjetiska kravet på en oljekoncession i norra Iran och det sovjetiska stödet för etniska uppror i Kurdistan och Azerbajdzjan. Trots det faktum att Tudehs representanter i Majles tidigare krävt nationalisering av hela oljeindustrin gav Tudehpartiet nu sitt stöd till de sovjetiska anspråken på iranska oljetillgångar vilket motiverades med "socialistisk solidaritet", "internationalism" och "anti-imperialism" .

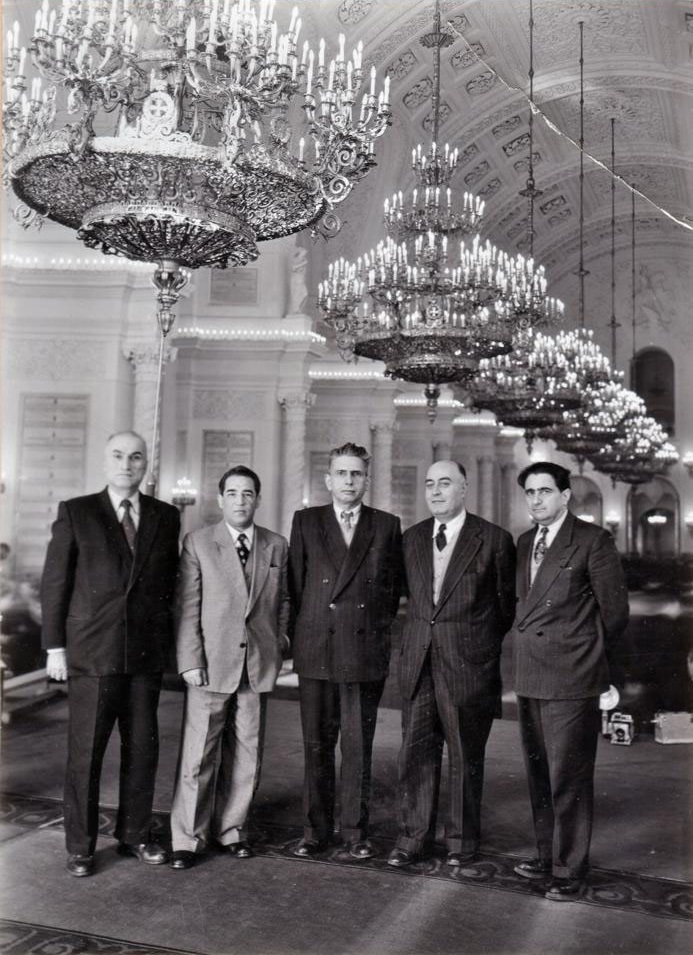
Seniorledare för Tudeh 1955 (vänster till höger): Reza Rousta, Fereydoun Keshavarz, Reza Radmanesh, Iraj Eskandari och Abdolsamad Kambakhsh

Samtidigt gjorde kommunistiska rörelser framsteg även på andra håll, som Östeuropa, Kina, Nordkorea och Vietnam. För att motverka bland annat Tudehpartiets framgångar lanserade CIA sent på 1940-talet Operation TPBEDAMN som spred propaganda där Tudehpartiet framställdes som anti-iranskt och anti-islamiskt. Man försökte även motverka Tudehs skönmålning av Sovjetunionen. CIA gav också ekonomiskt stöd till högerorienterade nationalistiska organisationer och konservativa, shiitiska mullor. CIA-agenter ställde till med bråk som sedan skylldes på kommunister, och rekryterade kriminella gängledare för att störa och bryta upp Tudehpartiets möten. Trots detta lyckades Tudeh arrangera framgångsrika förstamajdemonstrationer med tiotusentals deltagare 1946.
1949 utsattes Mohammed Reza Pahlavi för ett mordförsök. Tudeh-medlemmen Fakhr-Arai sköt fem skott mot shahen på tre meters avstånd men bara ett skott träffade och strök på hans kind. Fakhr-Arai sköts omedelbart ner av vakter på plats. Tudehpartiet förbjöds av regeringen, men fortsatte att verka underjordiskt.

## Mosaddegh-eran
Partiet spelade en viktig roll både direkt och indirekt under den avgörande period i iransk historia som började med 1951 års nationalisering av British Anglo Iranian Oil Company (AIOC), och slutade med den CIA-ledda statskuppen 1953 då Mohammad Mosaddegh avsattes. Partiets politik "fluktuerade", först attackerade man Mosaddegh som "en agent för amerikansk imperialism", för att sedan ge honom visst stöd under och efter det folkliga upproret i juli 1952, då många visade sitt stöd för Mossadegh när han hamnat i konflikt med shahen angående utnämningen av krigsminister.
Den 15 augusti 1953 misslyckades ett kuppförsök mot Mosaddegh, delvis tack vare information som samlats in av Tudehs militära nätverk TPMO, men två dagar senare hjälpte partiets militärer oavsiktligt till att destabilisera regeringen genom att arrangera demonstrationer för att pressa Mosaddegh till att deklarera Iran som demokratisk republik. Eftersom detta skulle ha krossat Irans konstitutionella monarki, reagerade Mosaddegh genom att kalla ut trupper för att slå ner demonstrantionerna. Partiet demobiliserades sedan sent nästa dag vilket gjorde det omöjligt att möta nästa kuppförsök dagen efter, då Mossadeq avsattes och ersattes med general Fazlollah Zahedi.
Kort efter kuppen avrättades 40-50 av Tudehs ledande medlemmar.  Under perioden 1953-1957 kunde myndigheterna med CIA:s hjälp kartlägga  4121 medlemmar av Tudeh och även klarlägga omfattningen av Tudehs infiltration av militären. Partiets militära nätverk TPMO hade totalt 477 medlemmar, bland dem "22 överstar, 69 majorer, 100 kaptener, 193 löjtnanter, 19 andra officerare och 63 kadetter". Historikern Ervand Abrahamian noterar att ingen av dem var i de "viktiga tankdivisionera runt Teheran" och att de därför hade små möjligheter att genomföra en kupp.

## 1960-talet
År 1966 arresterades flera ledande medlemmar i Tudehs centralkommitté och dömdes till döden.  Protester och hungerstejker i bland annat Europa tvingade regeringen att omvandla domarna till livstidsdomar. Händelserna bidrog till att öka de internationella sympatierna för arbetarnas kamp i Iran och hjälpte till att ena partiet som på 60-talet präglats av inre splittring i samband med att en maoistisk utbrytargrupp lämnat Tudeh och bildat ett eget parti.

## Islamiska revolutionen 1979
Under 1970-talet blev demonstrationer och strejker allt vanligare bland Irans arbetare och de revolutionära aktiviteterna vid universiteten ökade. Av opportunistiska skäl gav Tudeh sitt stöd till den islamiska revolutionen medan andra i vänstern motsatte sig den. De första åren efter revolutionen präglades av motsättningar mellan högste ledaren Ayatollah Khomeini och den nyvalde presidenten Abolhassan Banisadr, som före revolutionen stått nära Khomeini, men som nu var mycket kritisk till det konservativa prästerskapets dominans i politiken. När parlamentet majlis, som dominerades av det Islamiska Republikanska Partiet, år 1981 framtvingade Banisadrs avgång, möttes det av intensiva protester från ett brett spektrum av andra politiska krafter. Banisadr flydde landet och bosatte sig i Frankrike. Styrkor lojala med Khomeini arresterade tusentals ungdomar och aktivister från både vänstergrupper och nationalistiska grupper. Många dömdes och avrättades.
Tudeh hade till skillnad från många andra vänstergrupper i ett inledande skede stött regeringen och islamisterna, men 1983 vidgades konflikten till att omfatta även Tudeh. Partiet upplöstes och över 10.000 av dess medlemmar fängslades. Iran var nu i praktiken en enpartistat helt dominerat av det Islamiska Republikanska Partiet.
Som ett resultat av utrensningarna lämnade många av de återstående medlemmarna Iran för att leva i exil. Bland de som satt kvar i iranska fängelser tros flera hundra ha avrättats under de omfattande avrättningarna av politiska fångar 1988 då även flera tusen medlemmar av andra oppostitionella grupper (främst Folkets mujahedin) avrättades.